# Leonardo Ramón Sales
Leonardo Ramón Salas (n. Valencia, Comunidad Valenciana, España, 1940) es un político español.

## Biografía
Nacido en la ciudad de Valencia en el año 1940.
Entró en el mundo de la política como miembro de la Unión de Centro Democrático (UCD), formando parte de la entonces institución pre-autonómica Consejo del País Valenciano, en el cual ejerció de Primer Consejero de Industria y Comercio y Segundo de Agricultura, durante los gobiernos presididos por Josep Lluís Albiñana (1978-1979) y Enrique Monsonís (1979-1982).
Posteriormente dejó la UCD e ingresó en la Unión Valenciana. Con este partido se presentó como candidato a las Elecciones al Parlamento Europeo de 1987.
En 1995 a raíz del conocido "Pacto del Pollo", fue nombrado como director general de la Radiotelevisión Valenciana.
A finales de 2013 durante el programa especial emitido por el Cierre de RTVV, pidió públicamente la dimisión del entonces presidente de la generalitat Alberto Fabra.